# Carl Hilm
Carl Hilm (auch Karl Hilm, eigentl. Karl August Porges) (* 3. September 1854 in Florenz; † 19. Februar 1954 in Salzburg) war ein österreichischer Generalmajor und Schriftsteller.
Zwischen 1908 und 1912 wurde Hilm Mitglied der List-Gesellschaft.
1930 heiratete er in Bratislava Josepha Kraigher-Porges (1857–1937), mit der er in die Schweiz übersiedelte.
Der Jugendstilkünstler Fidus illustrierte die Buchausgaben seiner Dramen Hypathia und Kain, die 1903 und 1904 erschienen, sowie den 1908 erschienenen Satan. Er ist auf einer Liste von Fidus, betitelt „Teilnehmer zum Tempelbunde“, aus dem Jahre 1911 aufgeführt.

## Veröffentlichungen
- Das Erdenreich des Grals, Selbstverlag 1941. Das Copyright lag bei „Ulrich Wilhelm Züricher & Erben“. Ebenfalls über Züricher erfolgte die Auslieferung des Werks.
- Ein Gralspiel in drei Akten, Zürich und Leipzig 1938.
- Satan, Wien und Leipzig 1908.
- Die Erlösungsidee. Nach einem Vortrage gehalten zu Frankfurt a.M. im März 1908 Frankfurt, Frankfurt 1908.
- Die Krönung, 1907.
- Kain, Schmargendorf-Berlin, 1904.
- Hypathia. Ein Drama in fünf Aufzügen und einem Nachspiel, Schmargendorf-Berlin 1903. Online: Hypathia.
- Giordano Bruno. Ein Drama in fünf Aufzügen, Berlin 1903.
- Der Sklavenkrieg. Ein Trauerspiel in fünf Aufzügen, Wien und Leipzig 1901.